# Ludwig Andreas Gotter
Ludwig Andreas Gotter (* 26. Mai 1661 in Gotha; † 19. September 1735 ebenda) war ein deutscher Kirchenlieddichter und Jurist.

## Leben
Ludwig Andreas Gotter kam als Sohn des Oberhofpredigers und Generalsuperintendenten Johann Christian Gotter (1607–1677) auf die Welt. Ab 1719 war Ludwig Gotter in seiner Heimatstadt Geheimsekretär. Später wurde er Hof- und Assistenzrat sowie Minister. Gotter dichtete Kirchenlieder, die vom Geist des Halleschen (älteren) Pietismus geprägt sind. Im Geistreichen Gesangbuch, erschienen in Halle 1697 und in Darmstadt 1698, veröffentlichte er seine Lieder zuerst anonym. Verbreitung erlangten die Lieder durch Johann Anastasius Freylinghausen, der neun weitere Lieder Gotters in sein Geistreiches Gesangbuch von 1704 und vierzehn in das Neue geistreiche Gesangbuch von 1714 aufnahm.

## Familie
Ludwig Andreas Gotters Sohn war der Archivar und Legationsrat Heinrich Ernst Gotter (1703–1772), sein Enkel der Schriftsteller und Lyriker Friedrich Wilhelm Gotter. Der bekannte Diplomat Gustav Adolf von Gotter war sein Neffe. Ludwig Andreas Gotter war in dritter Ehe verheiratet mit Rosina Elisabeth Körner (gest. 1727). Ihr Epitaph ist bis heute im Kreuzgang der Gothaer Augustinerkirche erhalten.

## Werke
- Womit soll ich dich wohl loben, mächtiger Herr Zebaoth? (EG Württemberg 606, RG 727, EKG Rheinland/Westfalen/Lippe 497)[1]
- Schaffet, schaffet, Menschenkinder, schaffet eure Seligkeit (RKG 305 als Schafft mit Ernst, ihr Menschenkinder)
- Herr Jesu, Gnadensonne, wahrhaftes Lebenslicht (EKG 258, EG 404)
- Die Harfe des Königs David

## Sonstiges
Ludwig Andreas Gotter fand seine letzte Ruhestätte auf dem Gothaer Friedhof I (auch Alter Gottesacker genannt) zwischen Werderstraße (heute Bohnstedtstraße) und Eisenacher Straße. Bei der 1904 erfolgten Beräumung des Friedhofs für den Bau von Stadtbad und Arnoldischule verschwand sein Grabstein.